# Dipturus oculus
Dipturus oculus är en rockeart som beskrevs av Last 2008. Dipturus oculus ingår i släktet Dipturus och familjen egentliga rockor. IUCN kategoriserar arten globalt som livskraftig. Inga underarter finns listade i Catalogue of Life.